# 坂田警軒
坂田 警軒（さかた けいけん、天保10年5月5日（1839年6月15日） - 明治32年（1899年）8月15日）は、明治期の漢学者、衆議院議員。名は丈、字は夫卿、初名は丈助、のち丈平。警軒または九邨と号した。

## 経歴
備中国川上郡九名村（現・岡山県井原市）に生まれる。阪谷朗廬の甥。嘉永6年（1853年）に藩校・興譲館で学び、都講まで進む。万延から肥後国に遊学し、木下犀潭に入門。井上毅・竹添進一郎と共に木門の三才と称されるようになった。慶応元年（1865年）に江戸に出て安井息軒に師事し、慶応3年（1867年）に帰郷して岡山藩家老池田氏の賓師から、明治元年（1868年）に阪谷朗廬の後をうけて第2代興譲館館長に就任。明治19年（1886年）に同志社で漢学を講じた。
明治23年（1890年）に岡山県選出で第1回衆議院議員総選挙に当選（以後2回当選）。明治26年（1893年）には東京に移り、慶應義塾および高等師範学校で講師を務めた。
没後の大正8年（1919年）、従五位を追贈された。墓所は青山霊園。